# Нойфарн-ин-Нидербайерн
Нойфарн-ин-Нидербайерн (нем. Neufahrn in Niederbayern) — община в Германии, в Республике Бавария.
Община расположена в правительственном округе Нижняя Бавария в районе Ландсхут. На 2016 год население составляло 3943 человек. Занимает площадь 38,76 км². Плотность автомобилей в коммуне составляет 637 на 1 000 жителей, поэтому зарегистрированных машин меньше, чем в других коммунах этого типа в Баварии.

## Население
По оценке на 31 декабря 2015 года население общины Нойфарн-ин-Нидербайерн составляет 4017 чел. 

| Дата      | 1840 | 1871 | 1900 | 1925 | 1939 | 1950 | 1961 | 1970 | 1987 | 2011 |
| --------- | ---- | ---- | ---- | ---- | ---- | ---- | ---- | ---- | ---- | ---- |
| Население | 1258 | 1684 | 2184 | 2537 | 2600 | 3759 | 3221 | 3129 | 3133 | 3818 |

| Год       | 1960 | 1970 | 1980 | 1990 | 2000 | 2009 | 2010 | 2011 | 2012 | 2013 | 2014 | 2015 |
| --------- | ---- | ---- | ---- | ---- | ---- | ---- | ---- | ---- | ---- | ---- | ---- | ---- |
| Население | 3237 | 3160 | 3288 | 3274 | 3890 | 3822 | 3787 | 3826 | 3886 | 3906 | 3943 | 4017 |

## Города-побратимы
- Броон (Франция, с 1971)[8]